# 姚平仲
姚平仲（?—?），字希晏，北宋末年軍事人物。
幼年失其父母，伯父姚古收為養子。十八歲時與西夏人戰於臧底河，斩获甚夥。宣抚使童贯召見他時，見其志得意滿，心生不滿，不予重賞。关中豪杰皆推之，平仲被時人稱為“小太尉”。又平定方臘之亂，收复浦江县。钦宗還是太子時便聞其名。靖康之變時，靖康元年（1126年）正月二十七日，钦宗在福宁殿召集平仲與李纲、吴敏、种师道等大將，宋钦宗請平仲趁夜前往金兵駐地擒帅，結果其事不成，騎駿騾逸去，後來亡命四川，避居於石穴內。淳熙年间，有人在丈人觀道院再見到他時，已年近八十歲，“紫髯郁然，长数尺”。